# Крессвелл, Шанель
Шанель Крессвелл (англ. Chanel Cresswell, род. 23 января 1990 года) — британская актриса. Получила известность благодаря роли Келли в фильме «Это Англия» (2006) и его продолжениях — мини-сериалах «Это Англия 86» (2010), «Это Англия 88» (2011) и «Это Англия 90» (2015). За работу в последнем удостоена премии BAFTA (2016) как лучшая актриса второго плана.

## Биография
Шанель росла красивой и послушной девочкой и мечтала о творческой карьере. Первые шаги в кино Шанель Крессвелл сделала в 2006 году. Её фильмография сразу стала включать в себя такие жанры как драма, короткометражка и даже комедия.
В 2006 году начинающей актрисе посчастливилось побывать на съемочной площадке драмы «Катастрофа» вместе с известными актёрами Дереком Томпсоном, Йеном Блисдейлом, Сюзанн Пэкер и Джейн Хазлгроув. Режиссёрами этого драматического сериала являлись Майкл Оуэн Моррис и Алан Уэринг. Сюжет драмы повествовал о повседневной жизни, о рабочих буднях и частной жизни пациентов, докторов, медсестер и других сотрудников маленького, но необыкновенно оживленного отделения неотложной помощи.

Чуть позже Шанель Крессвелл удачно составила компанию Стивену Грэхэму, Джо Хартли, Эндрю Шиму в драматическом телесериале Шейна Медоуза «Это Англия» — истории летних каникул, тянущихся несколько недель между семестрами, когда могли происходить события, меняющие жизнь навсегда. 1983 год и школьные занятия недавно закончились. Одинокий мальчишка — двенадцатилетний Шон жил в унылом прибрежном городке, его отец несколько месяцев назад погиб в Фолклендской войне. Во время летних каникул Шон познакомился с местными скинхедами-подростками, с которыми он открыл мир вечеринок, первой любви и стильной обуви.
— Эта роль утвердила меня в карьере. С точки зрения того, как я работала и какое доверие мне было оказано. Теперь я научилась доверять своим инстинктам на сцене, использовать импровизационные навыки. Я работал с такими талантливыми людьми. Это бесценно. Я чувствую себя самой счастливой девушкой в мире, даже если я должен обрить голову и играть мальчика в течение двух лет.
В 2009 году на экраны вышла драма режиссёра Йена Барнса «Желание 143», в которой актрисе досталась эпизодическая роль. Эта картина номинировалась на «Оскар» в 2010 году в группе короткометражных фильмов, но, ничего не получив, осталась при своем. С обнаженной открытостью изнуренного химиотерапией подростка (актёр Сэмюэл Питер), требующего от жизни положенного, что бы его ни ждало впереди, со здоровым цинизмом жесткого юмора и хулиганской сатирой над бесчеловечностью серых людей, с дискуссией о вере и спором вокруг морали, составившими зарисовку о цельной жизни, какой видит её пятнадцатилетний больной человек. Не в стереотипах формально сострадательных взрослых, а в ощущении растущего тела, впечатлениях блуждающей мысли и фантазиях одинаковой для всех юной поры, не делающих скидки на слабость и боль, подстегивая желание быть со всеми, быть в силах, несмотря на привязанность к инъекциям и лекарственному мешку. И жить торопится, и чувствовать спешит…
2010 год принес значительный успех в карьеру Шанель Крессвелл: ей доверили сыграть одну из главных ролей в драме Доминика Сэваджа «Прыжок». Другие главные роли достались Эшлин Лофтус, Джеку О`Коннеллу, Юэн Бремнер. Фильм повествовал о том, как молодая подающая надежды спортсменка по прыжкам в воду встретилась с местным плохим парнем. На следующий 2011 год режиссёр Каролина Джаметта пригласила на ключевые роли Карла Коллинза, Шанель Крессвелл, Пери Фицпатрика в короткометражную драму «Papa». Также в 2010 году Шанель Крессвелл снималась для сериалов «Пришельцы» и третьего сезона «Затроленный». В сериале «Пришельцы» британское общество соседствует с пришельцами, поселившимися в гетто. Офицер контроля Льюис (Майкл Соча) хочет как-то повлиять на ситуацию в стране. Но однажды выясняется, что сам наполовину является пришельцем. Вдобавок он влюбляется в одну из иммигранток, которую хотел раньше выселить из своей страны.

### Фильмография
| Год  |   | Название       | Роль                      |
| ---- | - | -------------- | ------------------------- |
| 2006 | ф | Это Англия     | Келли                     |
| 2009 | ф | Wish 143       | Amy                       |
| 2010 | ф | Прыжок (фильм) | Hailey                    |
| 2010 | ф | Это Англия ’86 | Келли                     |
| 2010 | ф | Dirty Egg      | The Girl                  |
| 2011 | ф | Вера           | The Girl                  |
| 2011 | ф | Это Англия ’88 | Келли                     |
| 2015 | ф | Это Англия ’90 | Келли                     |
| 2024 | с | Джентльмены    | Тамасина «Тэмми» Хорниман |

## Личная жизнь
Шанель Крессвелл практически не общается с журналистами, но на вопрос «Совместимы ли понятия великая актриса и счастливая женщина?», актриса утвердительно отвечает: «Да».